# Orgasm
〈Orgasm〉(オルガスム)은 X의 인디 시절 두 번째로 발매된 싱글이다. 
이 음반을 발매하기 위해, 요시키가 엑스타시 레코드를 설립했다. 당시 인디 밴드가 독자적으로 음반 회사를 설립해 음반을 내는 것은 경이로운 일로 인디 음악계에서 큰 반향을 일으켰다. 《Orgasm》의 판매실적이 좋아 추가발매를 하려고 했으나, 당시 기타리스트 준과 베이시스트 히카루가 탈퇴해 버린 이유로, 결과적으로 2500매로 생산을 중지하게 된다.
타이틀이 공식으로도 “Orgasm”으로 표기된 예가 있지만 정식 타이틀은 카타카나 표기이며, 엑스의 곡으로서는 얼마 안되는 일본어로 타이틀이 붙어있는 곡이다.

## 수록곡
1. Orgasm(オルガスム) (요시키 작사·작곡)
2. Time Trip Loving (토시 작사, 준 작곡)
3. X (요시키 작사·곡)